# بروجكت سايرن
بروجكت سايرن (بالإنجليزية: Project Siren)‏ ، هي شركة تطوير للعبة فيديو ونابعة لشركة جابان ستوديو (سوني) ، أسست سنة 2004م، واشتهرت لصناعة سلاسل لعبة سايرن.

## وصلة خارجية
- الموقع الرسمي